# Манава (Висконсин)
Манава (енгл. Manawa) град је у америчкој савезној држави Висконсин.

## Демографија
По попису из 2010. године број становника је 1.371, што је 41 (3,1%) становника више него 2000. године.
| Група             | 2000.         | 2010.         |
| Белци             | 1.300 (97,7%) | 1.320 (96,3%) |
| Афроамериканци    | 1 (0,1%)      | 3 (0,2%)      |
| Азијати           | 1 (0,1%)      | 5 (0,4%)      |
| Хиспаноамериканци | 18 (1,4%)     | 27 (2,0%)     |
| Укупно            | 1.330         | 1.371         |